# Pintade
Numididae
Pour les articles homonymes, voir Pintade (homonymie).
Famille
Les pintades sont des oiseaux de l'ordre des Galliformes et de la famille des Numididae (parfois placée dans celle des Phasianidae), originaires d'Afrique, au plumage foncé pointillé de blanc, qui se nourrissent de graines ainsi que de vers, fourmis, araignées, tiques. Certaines sont domestiquées. Elles sont appréciées comme volailles d’ornement et surtout pour leur chair.

## Étymologie
Le substantif féminin,, pintade (prononcé [pɛ̃tad]) est un emprunt, au portugais pintada,,, proprement « (oiseau) peint »,, lui-même féminin du participe passé du verbe pintar (« peindre »),,, verbe issu du latin vulgaire *pinctare, variante de *pictare, lui-même issu du latin classique pictus, participe passé de pingere (« peindre »).
Elle fut appelée « poule de Numidie » chez les Romains, « poule de Turquie » à la chute de l'Empire byzantin, « poule du Pharaon » ou « poule d'Inde » au XVe siècle avant de devenir un siècle plus tard en Espagne « pintado » – qui signifie « bien fardée ».
Aristote lui donne le nom de « Meleagris », dont le terme est conservé dans le nom scientifique de la pintade de Numidie - numida meleagris.
En égyptien ancien, le hiéroglyphe correspondant à la pintade est 𓅘 (transcrit : nḥ).

## Histoire
La principale pintade domestique Numida meleagris est l'un des nombreux animaux que les Égyptiens anciens ont tenté de domestiquer. L'oiseau est parfois représenté sur des reliefs, fresques et peintures égyptiennes représentant des scènes de basse-cour et de chasse.
Importée de l'antique Numidie par les Grecs et les Romains qui l'utilisaient comme offrande aux dieux et l'élèvent en basse-cour, elle est nommée au Moyen Âge Beç tavuğu soit « poule d'Inde » dans l'Empire Ottoman (qui s'étendait alors sur l'Afrique du Nord, l'Europe du Sud-Est et le Proche-Orient).
Elle est introduite au XVe siècle en France qui est le premier pays occidental à sélectionner des pintades en vue de les élever, ce qui en fait en 2010 le premier producteur mondial avec ses régions d'élevage des Pays de la Loire, du Grand Sud-Ouest, de Rhône-Alpes et de la Région Centre.

## Mythologie
Le nom de Meleagris qu'attribue Aristote à l'oiseau provient du fait que, dans la mythologie grecque, c'est en pintades que furent métamorphosées les sœurs de Méléagre. Selon cette légende, c'est en effet Artémis, déesse de la chasse, qui les aurait ainsi métamorphosées après la mort de leur frère ; leurs pleurs incessants, dus au chagrin causé par la mort de leur frère, laissèrent alors sur leur plumage gris les petites taches blanches caractéristiques de l'oiseau.

## Description
Les sources spécialisées, font état d'un oiseau grégaire, terrestre et dodu, de taille moyenne (de 40 à 72 cm), à petite tête pourvue d'une caroncule et à queue courte et pendante. De larges zones de peau nue ornent le cou et la tête ; la plupart des espèces portent une crête ou un casque ossifié. La Pintade commune Numida meleagris possède une crête cornée sur la tête et des barbillons violets. La principale pintade domestique Numida meleagris. Elle garde de ses origines sauvages l'instinct de se percher et un caractère craintif. Elle est élevée pour sa chair, principalement en France, premier pays producteur de pintades, où elle est considérée comme domestique. L'élevage de pintades se nomme la « méléagriculture ».

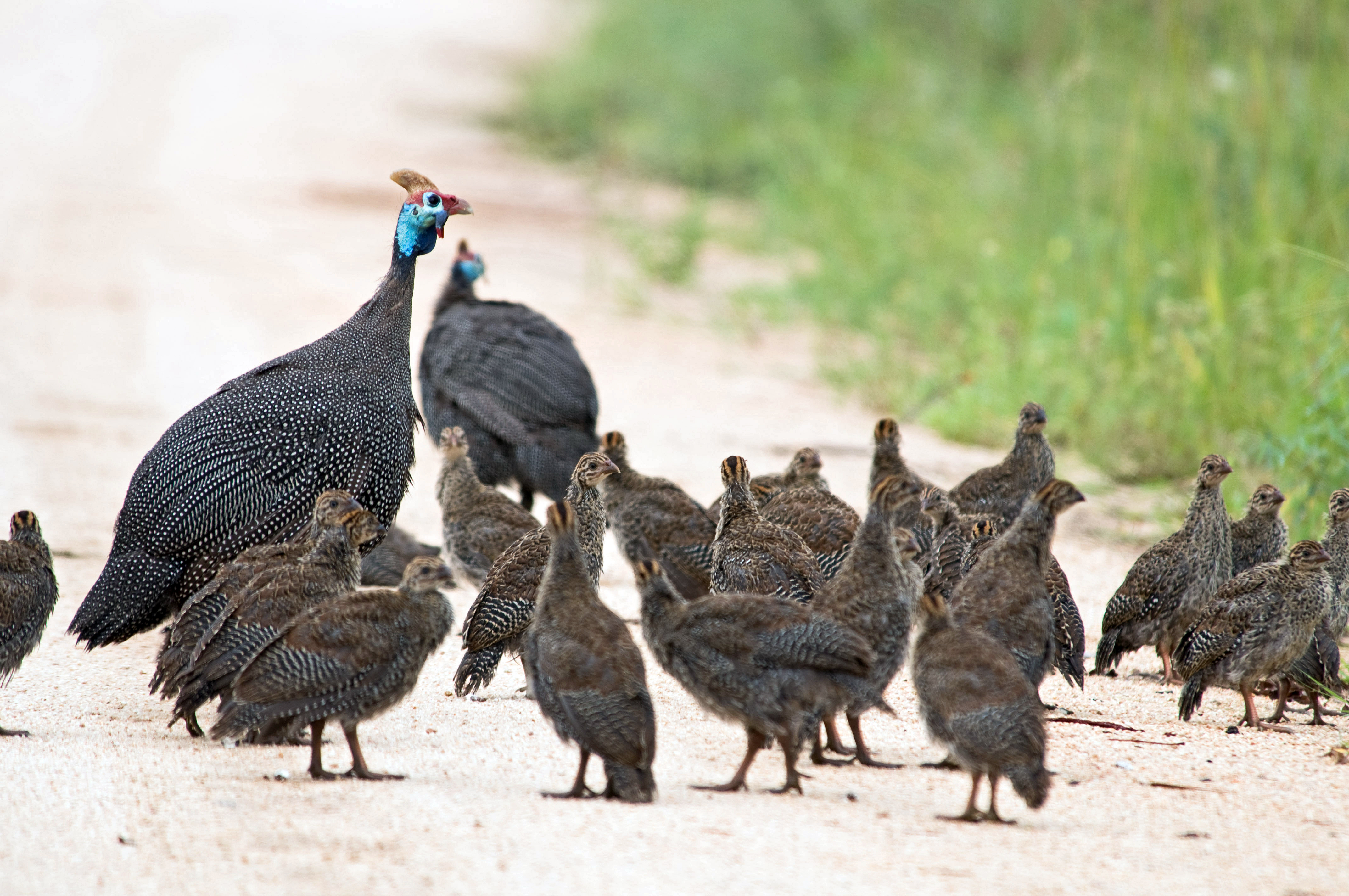
Pintades Numida meleagris et pintadeaux.

Ce gallinacé est omnivore : il se nourrit de verdure, de baies, de graines, d'insectes et autres petits invertébrés, de petits vertébrés (souris, jeunes serpents, grenouilles…). Bien qu'il soit capable de voler, il est essentiellement coureur.
La pintade pond aux alentours de 12 à 15 œufs. Au bout de 27 à 28 jours d'incubation, l'éclosion a lieu. Les deux parents et parfois d'autres pintades participent à l'élevage des pintadeaux.
La pintade « cacabe » ou criaille.

## Habitat
Les pintades sauvages vivent en Afrique, au sud du Sahara, où elles occupent une large variété d'habitats, depuis la forêt pluviale dense jusqu'au semi-désert. Des populations férales (retournées à l'état sauvage) existent sur l'île d'Haïti, dans les Caraïbes. 

## Liste des genres et espèces
Selon la classification de référence du Congrès ornithologique international (version 15.1, 2025) :
- genre Agelastes Bonaparte, 1850 (2 espèces) ;
  - Agelastes meleagrides Bonaparte, 1850 – Pintade à poitrine blanche ;
  - Agelastes niger (Cassin, 1857) – Pintade noire ;
- genre Numida Linnaeus, 1764 (1 espèce) ;
  - Numida meleagris (Linnaeus, 1758) – Pintade de Numidie ;
- genre Guttera Wagler, 1832 (4 espèces) ;
  - Guttera plumifera (Cassin, 1857) – Pintade plumifère ;
  - Guttera verreauxi (Elliot, DG, 1870) – Pintade de Verreaux ;
  - Guttera pucherani (Hartlaub, 1861) – Pintade de Pucheran ;
  - Guttera edouardi (Hartlaub, 1867) – Pintade d'Édouard ;
- genre Acryllium Gray, GR, 1840 (1 espèce) ;
  - Acryllium vulturinum (Hardwicke, 1834) – Pintade vulturine.

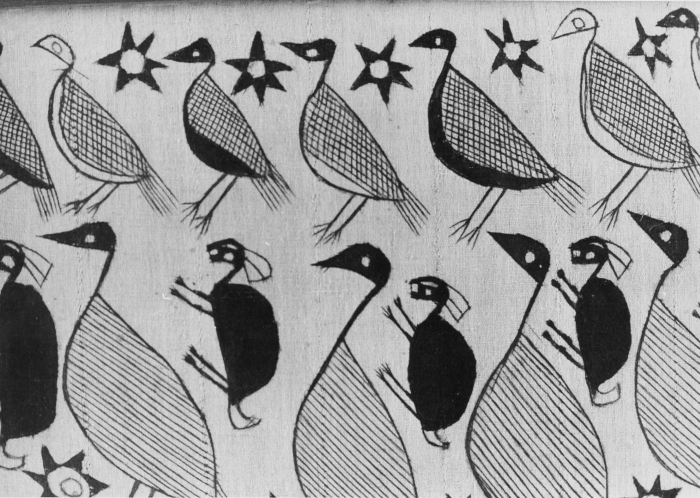
Toile de Korhogo « pintade » (Musée des tropiques, Amsterdam).

## La pintade dans la culture
Le 25e jour du mois de messidor (des moissons) du calendrier républicain / révolutionnaire français est dénommé « jour de la pintade », généralement chaque 13 juillet du calendrier grégorien. Des tissus Khorogosfigurant des pintades ou à petits motifs blancs sur fond noir sont surnommés « pintade ». L'écrivain Jules Renard la décrit comme « bossue de la cour au crâne chauve et à la queue basse » qui « ne rêve que plaies à cause de sa bosse ».